# Wayne Millner
Wayne Vernal Millner (Roxbury, 31 gennaio 1913 – Arlington, 19 novembre 1976) è stato un giocatore di football americano e allenatore di football americano statunitense che ha giocato nel ruolo di end per tutta la carriera con i Boston/Washington Redskins della National Football League (NFL). Al college ha giocato a football all’Università di Notre Dame. È stato inserito nella Pro Football Hall of Fame nel 1976.

## Carriera
Millner fu scelto nel corso dell'ottavo giro del Draft NFL 1936 dai Boston Redskins, scelto dall'allenatore Ray Flaherty che vide in lui un potenziale giocatore importante per la conquista del campionato. Dopo aver perso contro i Green Bay Packers in finale quell'anno, la franchigia si trasferì a Washington nel 1937, sconfiggendo i Chicago Bears 28-21 in finale e laureandosi campione. Millner giocò un ruolo di primo piano in quella vittoria, ricevendo due passaggi da touchdown da 55 e 78 yard da Sammy Baugh.
Millner si arruolò nella Marina degli Stati Uniti nella Seconda Guerra Mondiale, facendo ritorno dopo tre anni coi Reskins con cui disputò l'ultima stagione nel 1945 prima di ritirarsi.

## Palmarès
- Campione NFL (1937)
- 70 Greatest Redskins
- Washington Redskins Ring of Fame
- Formazione ideale della NFL degli anni 1930
- Pro Football Hall of Fame (classe del 1976)
- College Football Hall of Fame

## Statistiche
| Yard su ricezione      | 1.578 |
| Touchdown su ricezione | 13    |